# 光井正和
光井 正和（みつい まさかず、1957年8月21日 - ）は、広島県出身の元プロ野球選手（内野手）。右投右打。

## 来歴・人物
広陵高から、大阪商業大学へ進学し同校の硬式野球部に入部。関西六大学リーグでは3回優勝。リーグ通算72試合出場、219打数54安打、打率.247、9本塁打、21打点。ベストナイン1回受賞。
1979年のプロ野球ドラフト会議で近鉄バファローズから2位指名を受け入団。
プロ1年目の1980年は、開幕前に暴力事件を起こしたため謹慎処分となり、二軍も含めた公式戦に全く出場できなかった。2年目の1981年以降は二軍の主力となり、一軍にも初出場した。主に一塁手として、1982年と1983年にウエスタン・リーグ本塁打王を獲得するが、一軍での出場機会が少なく、1985年限りで現役を引退。

## 詳細情報

### 年度別打撃成績
| 年 度     | 球 団     | 試 合 | 打 席 | 打 数 | 得 点 | 安 打 | 二 塁 打 | 三 塁 打 | 本 塁 打 | 塁 打 | 打 点 | 盗 塁 | 盗 塁 死 | 犠 打 | 犠 飛 | 四 球 | 敬 遠 | 死 球 | 三 振 | 併 殺 打 | 打 率 | 出 塁 率 | 長 打 率 | O P S |
| --------- | --------- | ----- | ----- | ----- | ----- | ----- | -------- | -------- | -------- | ----- | ----- | ----- | -------- | ----- | ----- | ----- | ----- | ----- | ----- | -------- | ----- | -------- | -------- | ----- |
| 1982      | 近鉄      | 4     | 4     | 4     | 0     | 0     | 0        | 0        | 0        | 0     | 0     | 0     | 0        | 0     | 0     | 0     | 0     | 0     | 1     | 0        | .000  | .000     | .000     | .000  |
| 1983      | 近鉄      | 6     | 9     | 9     | 1     | 2     | 0        | 0        | 1        | 5     | 1     | 0     | 0        | 0     | 0     | 0     | 0     | 0     | 2     | 0        | .222  | .222     | .556     | .778  |
| 通算：2年 | 通算：2年 | 10    | 13    | 13    | 1     | 2     | 0        | 0        | 1        | 5     | 1     | 0     | 0        | 0     | 0     | 0     | 0     | 0     | 3     | 0        | .154  | .154     | .385     | .539  |

### 記録
- 初出場：1982年7月17日、対西武ライオンズ後期1回戦（札幌市円山球場）、7回裏に小川亨の代打で出場
- 初打席：同上、7回裏に松沼博久の前に三振
- 初安打：1983年10月12日、対西武ライオンズ23回戦（西武ライオンズ球場）、9回表に仲根正広の代打で出場、杉本正から中前安打
- 初本塁打・初打点：1983年10月21日、対阪急ブレーブス26回戦（藤井寺球場）、9回裏に森浩二から左越ソロ
- 初先発出場：1983年10月24日、対西武ライオンズ26回戦（西武ライオンズ球場）、7番・二塁手で先発出場

### 背番号
- 27 （1980年 - 1985年）